# 이뮬
이뮬(eMule)은 마이크로소프트 윈도우용으로 개발된 P2P 소프트웨어로, 2002년 5월 이동키2000(eDonkey2000)의 대안으로 시작되었다. 이뮬은 현재 이동키 네트워크와 Kademlia 네트워크에 동시 접속할 수 있다. 이뮬의 특징적인 기능은 클라이언트 노드간의 직접적인 소스 교환, 잘못된 다운로드의 빠른 복구, 그리고 자주 업로드하는 사용자를 위한 보상 제도('크레디트 시스템')가 있으며 게다가 대역폭을 절약하기 위해 zlib 형식으로 압축하여 데이터를 전송한다.
이뮬은 마이크로소프트 비주얼 C++ 내에 있는 MFC를 이용하여 코딩되었다. 2002년 7월 이뮬은 자유 소프트웨어가 되었으며, GNU 일반 공중 사용 허가서하에 배포된다. 이뮬의 인기로 이뮬의 코드는 인터넷에서 배포되는 다수의 이뮬의 모드(mods; 이뮬의 수정판)와 함께 리눅스에 특화된 클라이언트인 엑스뮬(xMule), 그리고 멀티 플랫폼 클라이언트인 어뮬(aMule)을 기반으로 하고 있다.

## 역사
이뮬은 2002년 5월 13일 원래 이동키2000 클라이언트에 만족하지 못한 헨드릭 브라이트크로이츠 (Hendrik Breitkreuz; Merkur라는 이름으로도 잘 알려져 있다)에 의해 시작되었다. 시간이 흐르면서 더 많은 개발자들이 이 노력에 참가한다. 소스는 0.02 버전에 처음으로 배포되었으며 2002년 7월 6일, 소스포지에서 발표했다.
실행 파일 상태의 이뮬은 2002년 8월 4일, 0.05a 버전에서 배포되기 시작했다. '크레디트 시스템'(Credit System)은 2002년 9월 14일 0.19a 버전에서 처음으로 실시되었다. 이뮬 프로젝트의 웹사이트는 2003년 12월 8일에 열었다. 이뮬은 2007년 9월 현재 배포 시작 이후 3억 5천만 건 이상의 다운로드 횟수를 기록하면서 소스포지에서 가장 많이 다운로드된 프로젝트가 되었다.

## 같이 보기
- 이동키 네트워크